# Sibirere
Sibirere (russisk: Сибиряки) er en sovjetisk film fra 1940 af Lev Kulesjov.

## Medvirkende
- Aleksandra Kharitonova som Valja
- Aleksandr Kuznetsov som Serezja
- Aleksandr Pupko som Petja
- Marija Vinogradova som Galka
- Daniil Sagal som Aleksej